# Sheffield (album)
Sheffield er Scooters syvende studiealbum, udgivet i 2000. Albummet indeholder singlerne: "I'm Your Pusher" og "She's the Sun" .

## Spor
1. MC's Missing (1:16)
2. Don't Gimme the Funk (4:13)
3. I'm Your Pusher (3:59)
4. Where Do We Go? (4:06)
5. Sex Dwarf (4:20)
6. She's the Sun (4:54)
7. Space Cowboy (5:51)
8. Never Slow Down (3:56)
9. Down to the Bone (4:11)
10. Summer Wine (3:58)
11. Dusty Vinyl (4:53)
12. Cubic (5:05)

## Chart positioner
| Titel       | Chart-Positioner | Chart-Positioner | Chart-Positioner | Chart-Positioner | Chart-Positioner | Chart-Positioner | Chart-Positioner |
| Titel       | Tyskland         | Ungarn           | Sverige          | Finland          | Østrig           | Schweiz          | Danmark          |
| ----------- | ---------------- | ---------------- | ---------------- | ---------------- | ---------------- | ---------------- | ---------------- |
| "Sheffield" | 11               | 2                | 15               | 9                | 49               | 60               | 36               |